# EF-277
A EF-277 é uma ferrovia transversal brasileira que interliga Paranaguá, Curitiba, Ponta Grossa, Guarapuava e Cascavel, no estado do Paraná. 
Seu traçado é formado pela Linha Tronco (Estrada de Ferro Paraná), entre Paranaguá e Ponta Grossa; pela antiga Estrada de Ferro São Paulo-Rio Grande entre Ponta Grossa e Irati; pelo Ramal de Guarapuava (EFSPRG), entre Irati e Guarapuava; e por fim, pela Ferroeste entre Guarapuava e Cascavel.
Seu projeto original contempla uma extensão de Cascavel até Foz do Iguaçu, chegando a tríplice fronteira com Paraguai e Argentina, porém este trecho nunca foi construído.

## Operação
Em 1996, o trecho entre Paranaguá e Guarapuava da EF-277 foi concedida pela RFFSA para a empresa Ferrovia Sul Atlântico S/A, (atualmente Rumo Logística Malha Sul). Já o trecho Guarapuava-Cascavel, com 249,6 km de extensão, esta concedido para a empresa Ferroeste, conforme Decreto do Governo Federal nº 96.913/88. Trata-se de uma empresa de economia mista, vinculada à Secretaria de Infraestrutura e Logística, com o controle acionário do estado do Paraná.
Atualmente a EF-277 opera como um corredor de exportação entre o Oeste do Paraná e o Porto de Paranaguá, transportando principalmente grãos. Em 2020, a soja representou 56% de toda a movimentação de cargas da Ferroeste.